# فرودگاه سینا–آمپوگنانو
فرودگاه سینا-آمپوگنانو (به انگلیسی: Siena-Ampugnano Airport) (به زبان بومی: Aeroporto di Siena-Ampugnano) یک فرودگاه نظامی و همگانی با کد یاتا SAY است که یک باند فرود آسفالت دارد و طول باند آن ۱۳۹۳ متر است. این فرودگاه در شهر سیه‌نا کشور ایتالیا قرار دارد و در ارتفاع ۱۹۳ متری از سطح دریا واقع شده است.